# Біоко
Острів Біоко (ісп. Bioko), в минулому Фернандо-По (Fernando Pó), Масіас-Нгема-Бійого (Macias Nguema Bijogo) — вулканічний острів в Гвінейській затоці Атлантичного океану. Входить до складу Екваторіальної Гвінеї. Головне місто Малабо (населення 297 000 осіб станом на 2018 рік) — столиця держави.

## Природа

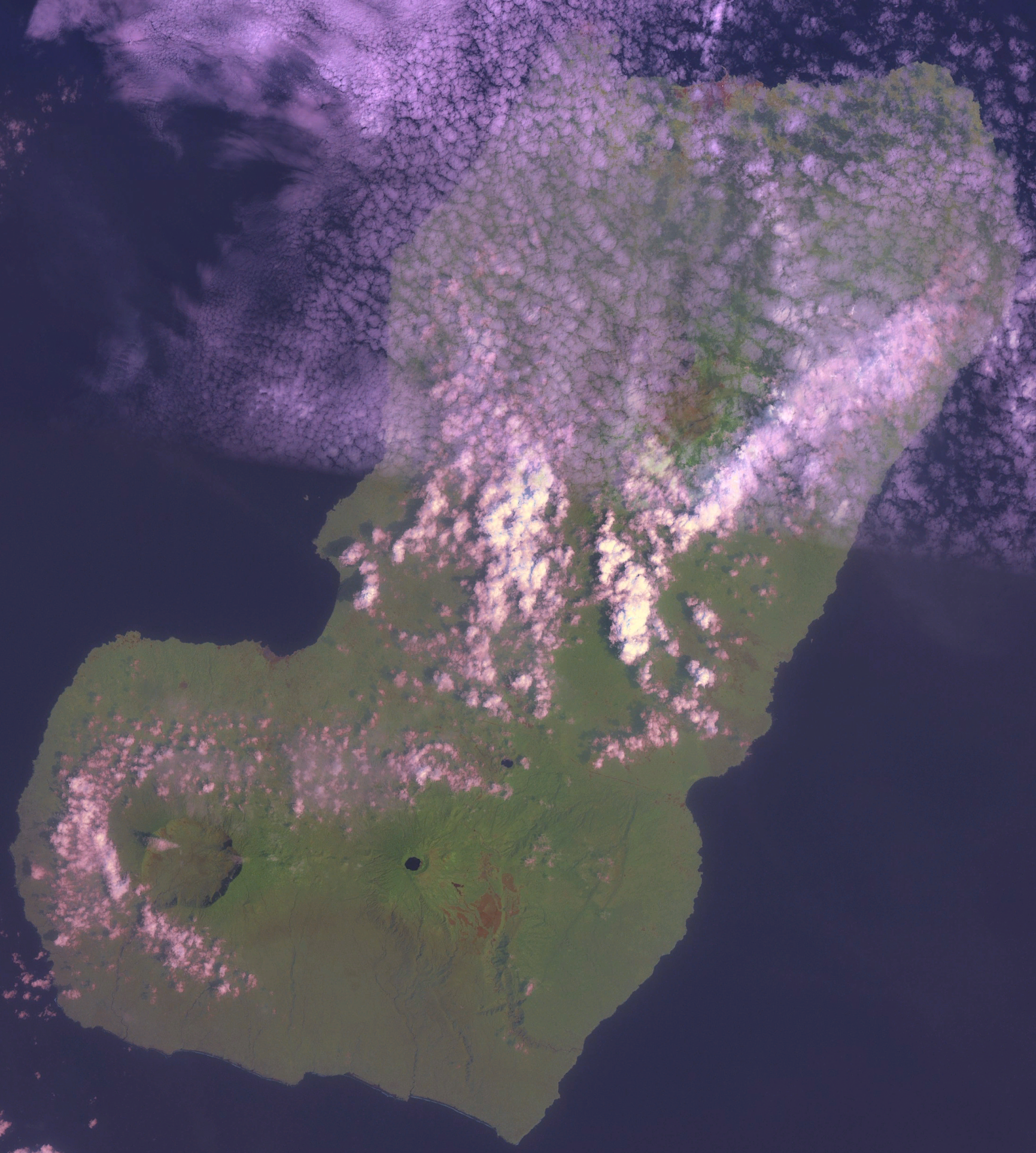
Вигляд острова Біоко із супутника

Площа острова 2017 км², 70 км завдовжки, 32 км завширшки. Береги круті, небезпечні для висадки. Острів гористий, вулканічного походження. Виник при злитті декількох вулканічних конусів висотою до 3011 м (гора Басіле, вища точка всієї країни). Будучи утворена попелом вимерлого вулкана, ґрунт особливо багатий мікроелементами, що сприяє швидкому зростанню дерев і виноградних ліз. 
Біоко лежить на африканському континентальному шельфі, відокремленому від африканського материка на 32 км водою з глибиною лише 60 метрів. В епоху плейстоцену Біоко був з'єднаний з африканським материком. Острів відокремився від Африки приблизно 10 000 років тому, наприкінці останнього льодовикового періоду.
Клімат екваторіальний, вологий, дуже спекотний. Середньорічна температура на узбережжі становить 25°C, з висотою знижується до 18—12°C. Опади 2000—4000 мм на рік. Сезон дощів із квітня до жовтня. Річкова мережа густа. Природна рослинність представлена екваторіальними лісами, які збереглися головним чином на гірських схилах. Вогняний сцинк, різновид ящірок, знайдених на острові, носить наукову назву Mochlus fernandi, що походить від колишньої назви острова Fernando Po.

## Історія
Першим з європейців острів відкрив в 1471 році португалець Фернандо По і назвав його Формоза. Пізніше острів був названий на честь першовідкривача Фернандо По. У 1973 році був перейменований в Масіас-Нгема-Бійого на честь першого президента країни, а в 1979 в Біоко. До 1778 року острів належав Португалії, до 1968 року — Іспанії; потім в складі Екваторіальної Гвінеї.

## Економіка
Місцеві фермери прикладають значні зусилля для запобігання буйного росту виноградних ліз, що пригнічують плантації какао. Гірські схили покриті вологими тропічними лісами.
Клімат екваторіальний, вологий (опадів до 2 500 мм на рік). Розвинуті родючі ґрунти. Гірські вічнозелені екваторіальні ліси. 
Культивують какао (дає 90 % збору какао-бобів країни), хінне дерево, каву, цукрову тростину, олійну пальму.
Розташований на захід від Малабо, газовий завод Альба переробляє природний газ, що доставляється з морських видобувних свердловин. Заводом керує Marathon Oil Company через свою дочірню компанію Marathon Equatorial Guinea Production Limited. Завод виробляє зріджений природний газ, включаючи пропан, бутан і конденсат. Більшість залишкового газу з заводу в Альбі доставляється на завод зі зрідження природного газу, яким керує EG LNG. Частина рослинних залишків Alba також доставляється в Atlantic Methanol Production Company і використовується для виробництва метанолу. Продукція з усіх трьох заводів завантажується на океанські танкери для експорту.
Серед туристичних визначних пам’яток — колоніальний квартал Малабо та південна частина острова, де відвідувачі можуть піти до каскадів Іладі (водоспад Мока) і до віддалених пляжів Уреки, щоб поспостерігати за гніздуванням черепах.

## Населення

Національний прапор Бубі

Етнічні групи: Бубі (58%), Фанґ (16%), Фернандіно (12%), Ігбо (7%) (2002). Корінні мешканці Біоко — Бубі. Вимираючі від алкоголізму і різних хвороб в колоніальний період, вони поступово відновлюють свою чисельність і складають більшість 330-тисячного населення острова. Також на острові проживають фернандинці (нащадки англомовних звільнених рабів, які влаштувалися на Біоко в XIX столітті), іспанці, емігранти з Мбіні, Нігерії та Камеруну.